# Eugenio Izecksohn
Eugenio Izecksohn est un herpétologiste brésilien, né le 14 mai 1932 et mort le 3 juin 2013 à l'âge de 81 ans,.
Diplômé de Universidade Federal Rural do Rio de Janeiro en 1953, il y travaille depuis, c'est un spécialiste des anoures néotropicaux.

## Taxons nommés en son honneur
- Aplastodiscus eugenioi (Carvalho-e-Silva & Carvalho-e-Silva, 2005)
- Bokermannohyla izecksohni (Jim & Caramaschi, 1979)
- Brachycephalus izecksohni Ribeiro, Alves, Haddad & Reis, 2005
- Crossodactylodes izecksohni Peixoto, 1983
- Cycloramphus izecksohni Heyer, 1983
- Ischnocnema izecksohni (Caramaschi & Kisteumacher, 1989)
- Izecksohnopilio eugenioi H. Soares, 1977
- Proceratophrys izecksohni Dias, Amaro, Carvalho-e-Silva & Rodrigues, 2013

## Quelques taxons décrits
- Brachycephalus didactylus (Izecksohn, 1971)
- Chiasmocleis atlantica Cruz, Caramaschi & Izecksohn, 1997
- Chiasmocleis capixaba Cruz, Caramaschi & Izecksohn, 1997
- Chiasmocleis carvalhoi Cruz, Caramaschi & Izecksohn, 1997
- Dendrophryniscus berthalutzae Izecksohn, 1994
- Dendrophryniscus bokermanni Izecksohn, 1994
- Dendrophryniscus carvalhoi Izecksohn, 1994
- Dendrophryniscus leucomystax Izecksohn, 1968
- Dendrophryniscus stawiarskyi Izecksohn, 1994
- Dendropsophus studerae (Carvalho e Silva, Carvalho e Silva & Izecksohn, 2003)
- Euparkerella cochranae Izecksohn, 1988
- Euparkerella robusta Izecksohn, 1988
- Euparkerella tridactyla Izecksohn, 1988
- Leptodactylus marambaiae Izecksohn, 1976
- Megaelosia lutzae Izecksohn & Gouvêa, 1987
- Phrynomedusa marginata (Izecksohn & Cruz, 1976)
- Physalaemus soaresi Izecksohn, 1965
- Pipa arrabali Izecksohn, 1976
- Proceratophrys laticeps Izecksohn & Peixoto, 1981
- Proceratophrys paviotii Cruz, Prado & Izecksohn, 2005
- Proceratophrys phyllostoma Izecksohn, Cruz & Peixoto, 1999
- Proceratophrys subguttata Izecksohn, Cruz & Peixoto, 1999
- Psyllophryne Izecksohn, 1971
- Xenohyla Izecksohn, 1998
- Xenohyla truncata (Izecksohn, 1959)
- Zachaenus carvalhoi Izecksohn, 1983